# José Miró «Pepus»
José Miró y Junqué, alias «Pepus» (La Bisbal del Panadés, c. 1847 - Barcelona, 1913) fue un militar español carlista.

## Biografía
Ingresó en el Ejército español por el sistema de quintas y se incorporó al regimiento de Toledo, con guarnición en Valencia, donde se encontraba al proclamarse la revolución de 1868 que destronó a Isabel II. Miró se enfrentó a los revolucionarios y a las órdenes del marqués de Novaliches participó en la batalla del puente de Alcolea.

### Tercera guerra carlista
Posteriormente se retiró del Ejército y volvió a su pueblo. En 1872, al iniciarse la tercera guerra carlista, levantó una partida de 80 hombres, bajo las órdenes del mismo alcalde de La Bisbal. Combatieron en el Panadés durante algunos meses y después marcharon hacia el Campo de Tarragona, donde se sumaron a las fuerzas del general Domingo Sans, participando en la acción del Mas d'en Mestres y en el combate de Masroig.
Pepus asistió al coronel Francesch en la entrada en Reus, pero a raíz de la muerte de Francesch, aquellas fuerzas carlistas se dispersaron y pasó a las órdenes de Francisco Sardá «Quico de Constantí», con quién permaneció pocos días.
El alcalde de La Bisbal, que comandaba la partida, se presentó a los liberales para recibir el indulto, pero Pepus y ocho bisbalenses más, que lo consideraron una traición, continuaron la lucha por el pretendiente Carlos VII. Diez días después pasó a las órdenes inmediatas de Martín Miret, que operaba en La Bisbal. En 1873 Pepus fue nombrado subteniente por el general en jefe de los Ejércitos carlistas catalanes, Alfonso de Borbón y Austria-Este, hermano de Don Carlos.
Con Domingo Masachs intervino en la entrada en Berga y en las acciones de La Gleva, Oristá, Caserras y Prats de Llusanés. Se destacó también en la ocupación de Igualada y Caldas de Montbui, en los ataques a los convoyes de Berga y en las entradas en Valls, Vich, Manresa, Vendrell y Molins de Rey, entre otras.
Por sus méritos a la acción de Oristá fue ascendido a teniente de Infantería. Por el combate de La Gleva, se le concedió la Cruz de San Fernando; y por la de Caserras, la Cruz del Mérito Militar. El 25 de septiembre de 1874 fue ascendido a capitán por el general Rafael Tristany y el 21 de febrero de 1876 recibió la medalla de Carlos VII, de plata, y el grado de comandante. Tenía un ojo de vidrio.
Al finalizarse la guerra, se presentó en Manresa, pero después emigró a Francia con la intención de preparar un nuevo alzamiento. Salió a campaña, sosteniéndose 15 días, pero no fue secundado y marchó nuevamente a Francia, donde permaneció hasta que se acogió al indulto general y se trasladó a Barcelona. Allí trabajó como encargado de una fábrica.

### Sublevación carlista de octubre de 1900
Continuó conspirando para la causa carlista en las juntas y círculos tradicionalistas. Después de la pérdida de Cuba y Filipinas, en 1899 el general José B. Moore lo nombró teniente coronel y participó en una nueva conspiración carlista. Cuando se produjo el alzamiento de Badalona ordenada por Salvador Soliva, Miró secundó la insurrección y levantó una partida en Castelldefels. Portando una bandera con el lema de «Dios, Patria y Rey», aguantó algunos días en las montañas del Panadés, hasta que, perseguido por los mozos de Escuadra, la partida fue capturada el 11 noviembre en el «Mas Verdaguer», cerca de San Quintín de Mediona. Sin embargo, Pepus logró huir con algunos otros voluntarios heridos. Marchó nuevamente a Francia, donde permaneció hasta que le llegó un indulto el 6 de abril de 1901.
Durante los últimos años de su vida participó en diversos actos tradicionalistas, como los aplecs celebrados el 25 de julio de 1907 en Igualada y Capellades en honor de Don Jaime o la velada solemne del Círculo Tradicionalista de Barcelona el día de Reyes de 1911. Fue vicepresidente de la Agrupación general de veteranos carlistas.
Casado con María Mayoral, falleció en Barcelona, en la calle de Trafalgar, nº 41, el 20 de septiembre de 1913. Según la necrología que publicó a su muerte El Correo Español, pocos días antes de morir había dicho: 

Hay que hacer algo. Si el Rey no quiere venir, traedlo; si no, todos moriremos en la cama.

A los funerales por su alma, celebrados en la iglesia de San Pedro de las Puellas, asistieron sus hermanos Magín y Ramón, muchos dirigentes carlistas catalanes, veteranos del antiguo batallón de Miret, una multitud de sacerdotes y comisiones de centros tradicionalistas y requetés. Fue enterrado en el cementerio de Montjuic en un nicho de alquiler. En 1986 sus restos fueron trasladados al osario general del cementerio.